# Улица Исаковского (Москва)
У́лица Исако́вского (название с 6 августа 1979 года) — улица в Северо-Западном административном округе города Москвы на территории района Строгино.

## История
Улица получила своё название 6 августа 1979 года в память поэта Михаила Васильевича Исаковского (1900—1973).

## Расположение
Улица Исаковского, являясь продолжением Неманского проезда, проходит от него на север, с северо-запада к ней примыкает аллея Дорога Жизни, улица Исаковского поворачивает на восток, с юга к ней примыкает улица Кулакова, улица Исаковского поворачивает на юго-восток и проходит параллельно берегу Москвы-реки (между рекой и улицей проходит аллея Дорога Жизни), поворачивает на юг и проходит до улицы Маршала Катукова. У северо-западного конца улицы расположены Спасский затон и Строгинский полуостров. Нумерация домов начинается от Неманского проезда.

## Примечательные здания и сооружения
По нечётной стороне:
- монумент «Вечная слава героям» жителям деревни Строгино, павшим в Великой Отечественной войне — у середины улицы;
- № 29, к. 1 — школа № 1302;
- № 29, к. 2 — Детский сад (при шк. №1302)
- № 33 — Развлекательный центр «Ибица» (2003—2004, Моспроект-2, архитекторы А. Асадов, Н. Цымбал, М. Шван, С. Терехов и другие)[4].
- № 33, корп. 2 — жилой дом. Здесь жил физик-теоретик О. Б. Фирсов[5].
- № 39, 39, к. 1 — жилой комплекс «Олимпия».

По чётной стороне:
- № 4, к. 1 — Детский сад (при шк. №69)
- № 6, к. 1 — Дикси
- № 6, к. 2 — Супер Лента
- № 10, к. 2 — детский сад № 1191;
- № 14, к. 3 — Школа № 1519 (корпус № 7)
- № 16, к. 3 — детский сад № 1192;
- № 22, к. 2 — детский сад № 733;
- № 22, к. 3 — школа №1519 (корпус № 2, начальные классы)
- № 24, к. 3 — детский сад № 552;
- № 28, к. 3 — школа № 1302 (начальные классы).

## Транспорт

### Метро
- Станция метро «Мякинино» Арбатско-Покровской линии — северо-западнее улицы, в торгово-выставочном и деловом центре «Крокус Сити».
- Станция метро «Строгино» Арбатско-Покровской линии — южнее улицы, на Строгинском бульваре

### Автобус
| 631:  | Тушинская • Трикотажная • Строгино • 3-й микрорайон Строгина                        |
| 652:  | 13-й микрорайон Строгина • Строгино • 3-й микрорайон Строгина                       |
| 654:  | 3-й микрорайон Строгина • Строгино • Улица Маршала Прошлякова                       |
| 687:  | Щукинская • Мякинино                                                                |
| с331: | 8-й микрорайон Митина • Митино • Волоколамская • Строгино • 3-й микрорайон Строгина |

«→» — остановки проходятся только при движении в прямом направлении; «←» — остановки проходятся только при движении в обратном направлении.